# كريستوفر جونز (دراج)
كريستوفر جونز (بالإنجليزية: Christopher Jones)‏ هو دراج أمريكي، ولد في 6 أغسطس 1979 في ردينغ في الولايات المتحدة.

## وصلات خارجية
- كريستوفر جونز على موقع أرشيف الدراجات (الإنجليزية)
- كريستوفر جونز على موقع إحصائيات الدراجات الإحترافية (الإنجليزية)
- كريستوفر جونز على موقع نسبة الدراجات (الإنجليزية)